# 平方イコルスン
平方イコルスン（ひらかたイコルスン）は、日本の漫画家。

## 経歴
2011年、白泉社『楽園 Le Paradis』第五号にてデビュー。少しズレた日常を独特の絵柄と手書き文字で描いた作風が特徴。
デビュー以前から同人活動も行っていた（「平方二寸」名義で小説も執筆）。日本の近代文学、とくに自然主義からかなり影響を受ける。
現在は白泉社の『楽園La Pardis』や、リイド社の「トーチweb」で連載している。
口癖は、「判断早くない？」。冷えた唐揚げをこよなく愛する。

## 単行本
- 『成程』白泉社 (2012/7/31) ISBN 978-4-592-71044-8
- 『駄目な石』白泉社 (2015/4/27) ISBN 978-4-592-71083-7
- 『スペシャル』1巻 リイド社 (2016/4/11) ISBN 978-4-8458-4423-4
- 『スペシャル』2巻 リイド社 (2017/7/14) ISBN 978-4-8458-5129-4
- 『うなじ保険』白泉社 (2018/9/28) ISBN 978-4592711414
- 『スペシャル』3巻 リイド社 (2019/12/11) ISBN 978-4-845860357